# カッチャ・リーマン
カッチャ・リーマン（Katja Riemann、1963年11月1日 - ）は、ドイツの女優。

## 出演作品
- ステラ ヒトラーにユダヤ人同胞を売った女
- 帰ってきたヒトラー
- わが教え子、ヒトラー
- バロン ほらふき男爵の冒険
- VOLCANO ボルケーノ
- ブラッドウルフ
- 上海ベイビー
- もうひとりの女
- 小さな魔法使いと秘密の城 リトル・ウィッチ2
- アグネスと彼の兄弟
- ローゼンシュトラッセ
- リトル・ウィッチ ビビと魔法のクリスタル（バルバラ）
- バンディッツ（エマ）
- デッドボディ
- マスターズ&スレイブス 支配された家